# 2014 OL339
2014 OL339 è un quasi-satellite del pianeta Terra. Scoperto nel 2014, presenta un'orbita caratterizzata da un semiasse maggiore pari a 0,999388 UA e da un'eccentricità di 0,46067, inclinata di 4,796° rispetto all'eclittica.